# Патроніт
Патроніт — мінерал, сульфід ванадію з формулою VS4 або V4+(S22−)2. За структурою це «лінійно-ланцюгова» сполука з чергуванням зв'язувальних і незв'язувальних контактів між ванадієвими центрами. Ванадій має окта-координацію, що є незвичайною геометрією для цього металу.
Мінерал вперше був описаний у 1906 році у ванадієвій копальні «Мінас-Рагра» поблизу Хуніна, Серро-де-Паско, Перу. Названо на честь першовідкривача родовища перуанського металурга Антенора Різо-Патрона (1866—1948).
У типовій місцевості в Перу він зустрічається в тріщинах у червоних сланцях, які, ймовірно, походять із родовища асфальту. Супутні мінерали включають самородну сірку, бравоїт, пірит, мінасрагрит, стенліїт, дворнікит, кварц і буре вугілля, що містить ванадій. Повідомлялося також про знахідки у Юшкінітській ущелині на річці Середня Силова-Яха на Пайхойському хребті полярного Уралу та у копальні Цумеб у Намібії.